# 波士顿海关塔楼
海关塔楼（Custom House Tower）- 今万豪海关酒店（Marriott's Custom House Hotel）是美国波士顿金融区麦金利广场的一座摩天大楼。

## 历史
在19世纪中叶开始建造，1913年-1915年增建此塔楼，高496英尺（151米），目前是波士顿第17高建筑物。 
海关塔楼由于归联邦所有，不受当时波士顿125英尺（38米）的高度限制，长期为波士顿最高建筑，直到1964年被保德信大厦超过。

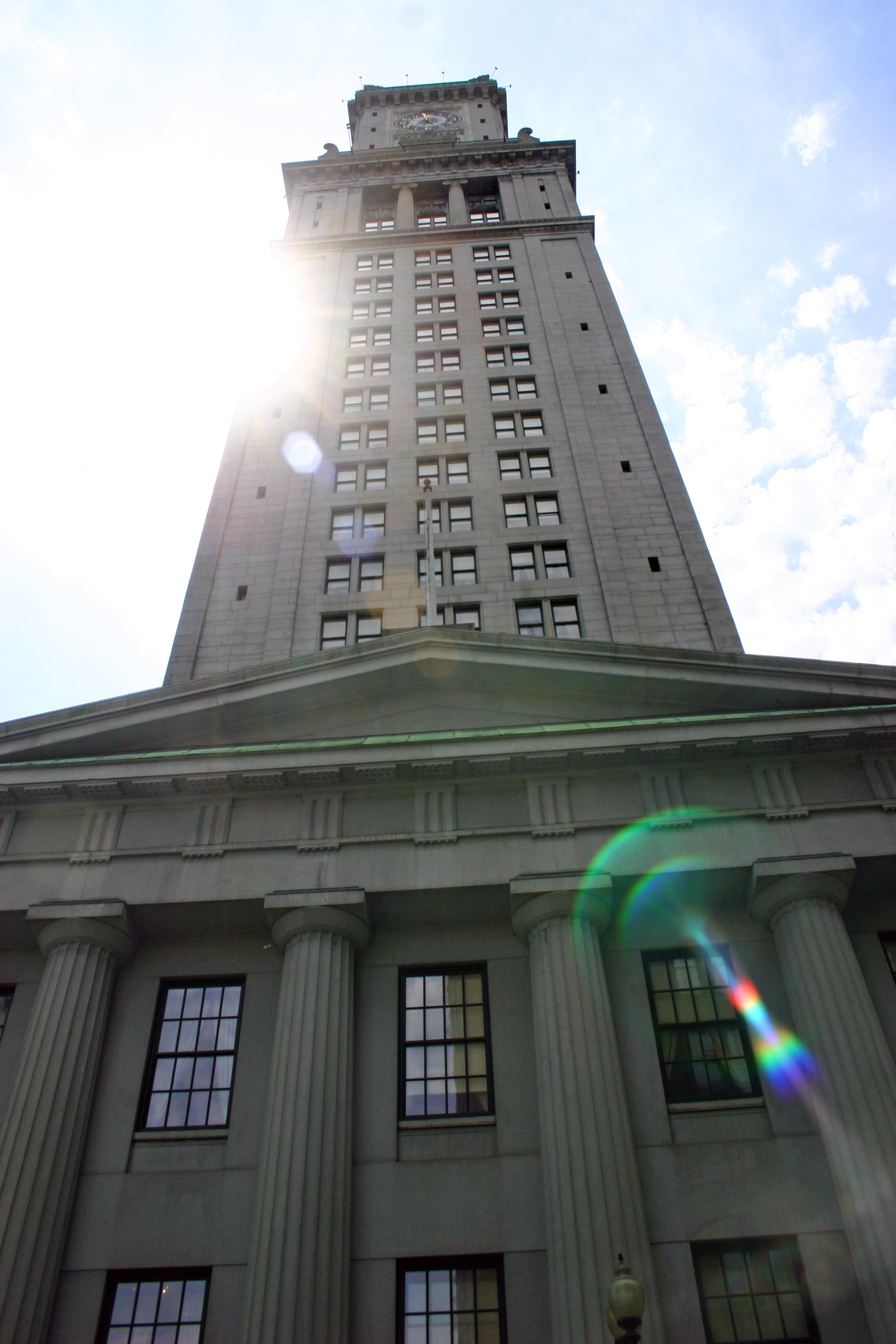

海关塔楼于1973年列入国家史迹名录。